# Layahima elegans
Layahima elegans är en insektsart som först beskrevs av Banks 1937.  Layahima elegans ingår i släktet Layahima och familjen myrlejonsländor. Inga underarter finns listade i Catalogue of Life.